# Präfektur Kanagawa
Die Präfektur Kanagawa (jap. 神奈川県, Kanagawa-ken) ist eine der Präfekturen Japans und liegt in der Region Kantō auf Honshū. Die Präfektur ist Teil des Ballungsraumes Tokio. Sitz der Präfekturverwaltung ist Yokohama. Seit Mai 2006 liegt Kanagawa hinter der Präfektur Tokio an Position 2 der japanischen Präfekturen nach Einwohnerzahl.
Kanagawa und Baden-Württemberg pflegen seit 1989 eine bilaterale Partnerschaft.

## Geschichte des Namens
Kanagawa bezeichnete ursprünglich das Gebiet von Kuraki-gun (久良岐郡) im Osten der Provinz Musashi (heute Stadt Yokohama). Das Gebiet war ein sehr wichtiger Schiffshafen und Handelsumschlagplatz und hat auch heute noch eine große Hafenanlage. 1854 schloss die japanische Regierung nach Ankunft der amerikanischen Flotte unter Commodore Matthew Perry hier den Vertrag von Kanagawa mit den Vereinigten Staaten. Gleichzeitig wurde eine zentrale Handelsstelle gegründet, genannt Kanagawa Bugyō-sho. 1868 wurde der Name Kanagawa für die neu gegründete Präfektur übernommen.

## Geographie
Die Präfektur Kanagawa liegt im südwestlichen Teil der Kantō-Ebene, etwa im Zentrum der japanischen Hauptinsel Honshū.
Die Präfektur Kanagawa stößt im Norden an die Hauptstadt Tokio, im Osten und Süden grenzt sie ans Meer. Im Westen grenzt sie an die Präfekturen Yamanashi und Shizuoka.
Die geografische Ausdehnung reicht von
- 139° 47′ 58″ bis 138° 55′ 8″ östlicher Länge und von
- 35° 7′ 32″ bis 35° 40′ 10″ nördlicher Breite.

Das Gebiet kann in drei verschiedene Zonen eingeteilt werden. Die Berge und Hügel im Westen und Nordwesten mit den Höhenzügen von Hakone und Tanzawa (höchste Erhebung: Hirugatake 1673 m). Im Zentrum die flachen Ebenen mit dem Sagami-Fluss, einem wichtigen Wasserspender für die ganze Region. Im Süden und Osten Hügel. Die Präfektur hat insgesamt 426 km Küste zur Sagami-Bucht im Süden und zur Bucht von Tokio im Nordwesten. Die beiden Buchten sind durch die ganz zur Präfektur gehörenden Miura-Halbinsel voneinander getrennt.

## Klima
Warme Meeresströmungen bewirken ein mildes Klima. In den Küstengebieten ist der Sommer nicht ganz so heiß, der Winter nicht ganz so kalt wie im Landesinnern. Übers ganze Jahr verteilt gehen die Temperaturen jedoch auch unter 0 °C im Winter und weit über 30 °C im Sommer.
- Durchschnittstemperatur: 16,9 °C
- Maximaltemperatur: 36,5 °C
- Minimaltemperatur: −0,7 °C
- durchschnittliche Regenmenge pro Jahr: 1932 mm

(Quelle: Yokohama Local Meteorological Observatory, 2004)

## Geschichte
Eine erste Präfektur Kanagawa entstand in der Meiji-Restauration 1868 als Nachfolger der Shōgunatsverwaltung Kanagawa (Kanagawa bugyōsho), die den 1859 von den Kolonialmächten geöffneten Vertragshafen Yokohama verwaltet hatte, zunächst am 19.3. (gregorianisch 11. April) als Yokohama saibansho, einen Monat später als Kanagawa saibansho und am 17.6. (greg. 5. Aug.) 1868 als [Stadt-]Präfektur (-fu) Kanagawa. Noch im gleichen Jahr (21.9./greg. 5.11.) wurde Kanagawa aber schließlich in eine gewöhnliche Präfektur (-ken) umgewandelt; der Status von -fu war ab 1869 für die drei Hauptstadtpräfekturen Kyōto, Osaka und Tokio reserviert. Bei der Abschaffung der Fürstentümer (-han) und der ersten Konsolidierung der Präfekturen 1871/72 kamen neben der Bereinigung von Ex-/Enklaven die aus dem gleichnamigen Fürstentum (-han) hervorgegangene Präfektur (-ken) Mutsuura und weitere Teile der ehemaligen Shōgunatsdomäne zu Kanagawa. Danach umfasste die Präfektur Territorium längs beiderseits der Grenze zwischen den Provinzen Musashi und Sagami – etwa die östliche Hälfte ihres heutigen Gebiets und zusätzlich den westlichen Hauptteil (Tama-Gebiet) des Kreises Tama. Im Westen des heutigen Kanagawa und dem Ostteil des heutigen Shizuoka entstand in den Provinzen Sagami und Izu die Präfektur Ashigara aus den Fürstentümern Ogino-Yamanaka und Odawara und den zuvor in der Präfektur Nirayama zusammengefassten Shōgunatsländern. 1876 wurde Ashigara an der Provinzgrenze von Izu und Sagami zwischen Shizuoka und Kanagawa geteilt. 1893 erfolgte die Übertragung des Tama-Gebiets von Kanagawa an Tokio. Damit erreichte Kanagawa abgesehen von kleineren Änderungen durch präfekturübergreifende Gemeindefusionen sein heutiges Territorium, das im Wesentlichen der gesamten antiken Provinz Sagami und drei Kreisen (Tsuzuki, Tachibana, Kuraki) der Provinz Musashi entspricht.

## Politik
- KPJ: 2
- Ein-Mitglied-Fraktionen (inkl. Netzwerkbewegung Kanagawa): 5
- KDP: 10
- KDP/Kanagawa Club: 14
- Kanagawa mirai („Kanagawa Zukunft“; mit KDP): 10
- Ishin: 6
- Kōmeitō: 8
- LDP: 50

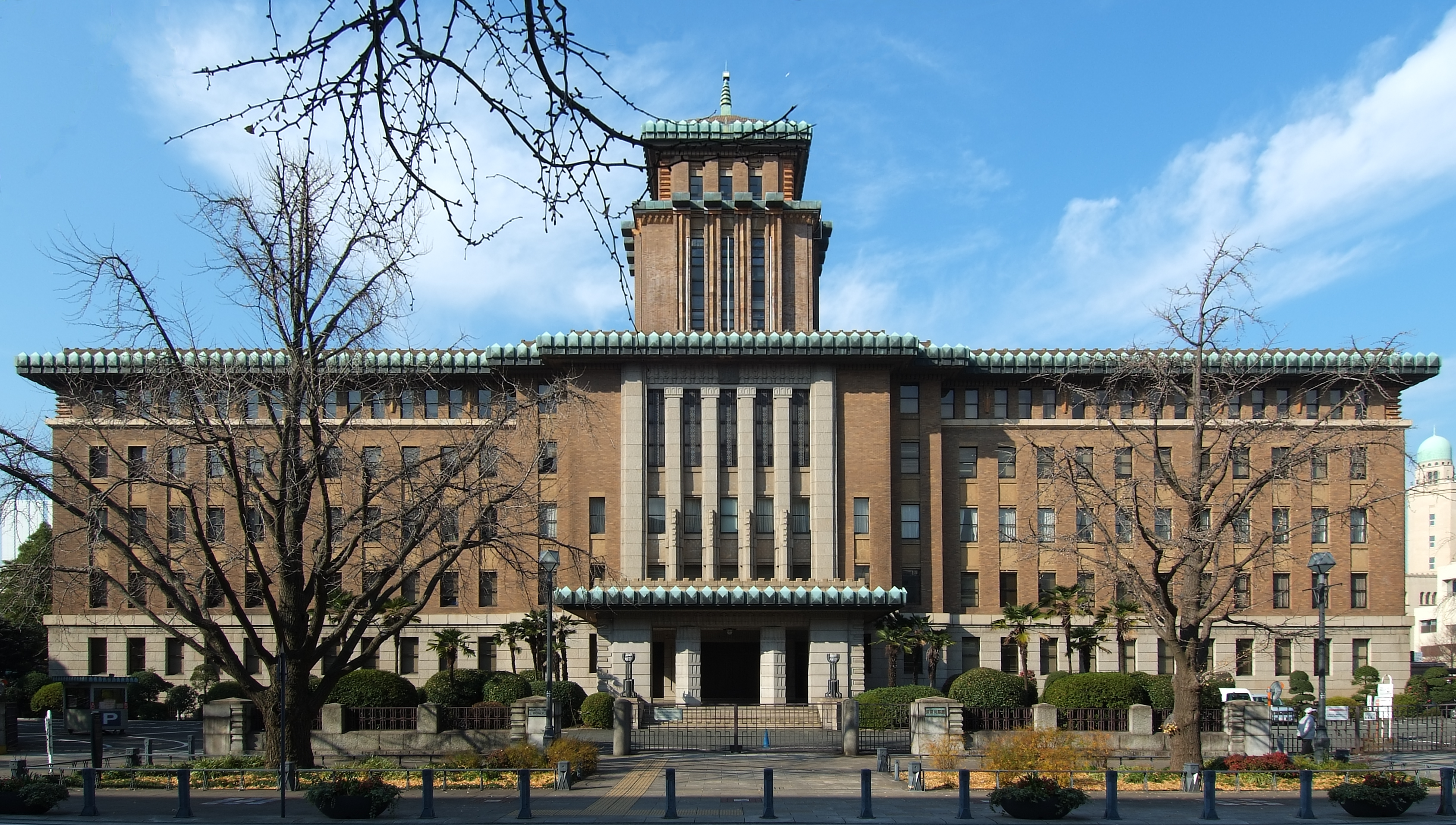
Das 1928 eröffnete Gebäude der Präfekturverwaltung im Naka-ku von Yokohama

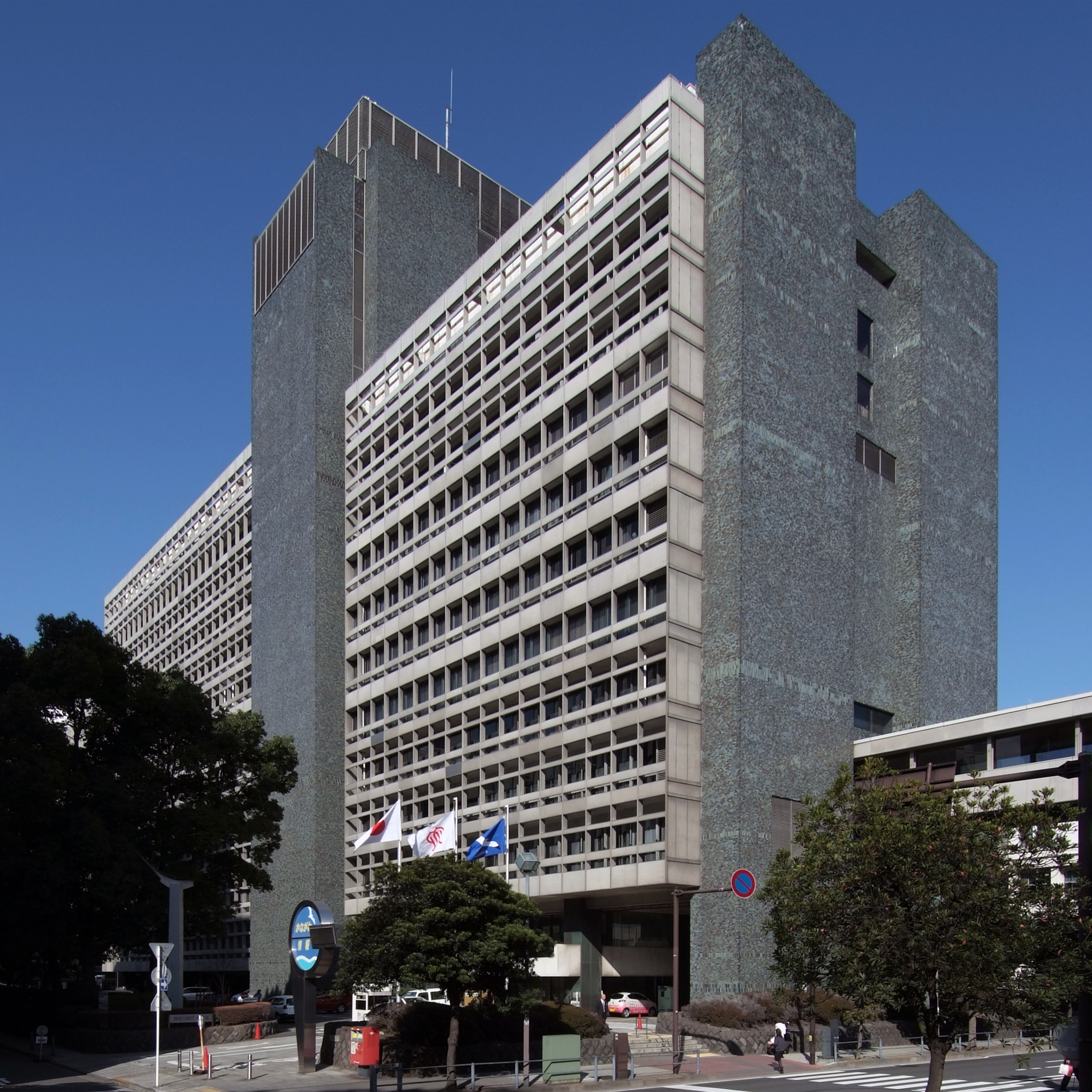
Das Parlament von Kanagawa tagt seit 1966 im Neubau der Präfekturverwaltung

Seit 2011 ist der ehemalige Nachrichtensprecher Yūji Kuroiwa Gouverneur von Kanagawa, der bei den einheitlichen Regionalwahlen im April 2023 mit Unterstützung von LDP, Kōmeitō und DVP gegen die KPJ-gestützte Kandidatin Makiko Kishi und zwei weitere Kandidaten mit Zweidrittelmehrheit für eine vierte Amtszeit wiedergewählt wurde. Ebenfalls bei den einheitlichen Regionalwahlen wurde das 105-köpfige Parlament neu gewählt: Die Liberaldemokratische Partei blieb mit 48 Sitzen klar stärkste Partei, die Konstitutionell-Demokratische Partei (KDP) erhielt 26 Sitze, die Ishin no Kai gewann aus dem Stand sechs Sitze. Die KDP-Abgeordneten verteilten sich anschließend zusammen mit Unabhängigen im Streit über Power Harassment auf drei Fraktionen.
Im nationalen Parlament ist die Präfektur seit 2024 durch 20 direkt gewählte Abgeordnete im Shūgiin vertreten und ist Teil des Verhältniswahlblocks Süd-Kantō; ins Sangiin wählt Kanagawa vier Vertreter pro Teilwahl, wird also von acht Abgeordneten vertreten. Die 20 Shūgiin-Wahlkreise werden nach der Wahl 2024 und Parteiwechseln seitdem (Stand: November 2024) von elf KDP- und neun LDP-Abgeordneten repräsentiert. Den Sangiin-Wahlkreis Kanagawa vertreten nach den Wahlen 2019, 2022 und seitherigen Änderungen je zwei Mitglieder von LDP (beide bis 2028), KDP (beide 2025 zur Wahl) und Kōmeitō (eines je Klasse) sowie Ex-Gouverneur Shigefumi Matsuzawa für die Ishin no Kai, ein Sitz ist vakant.

### Polizei

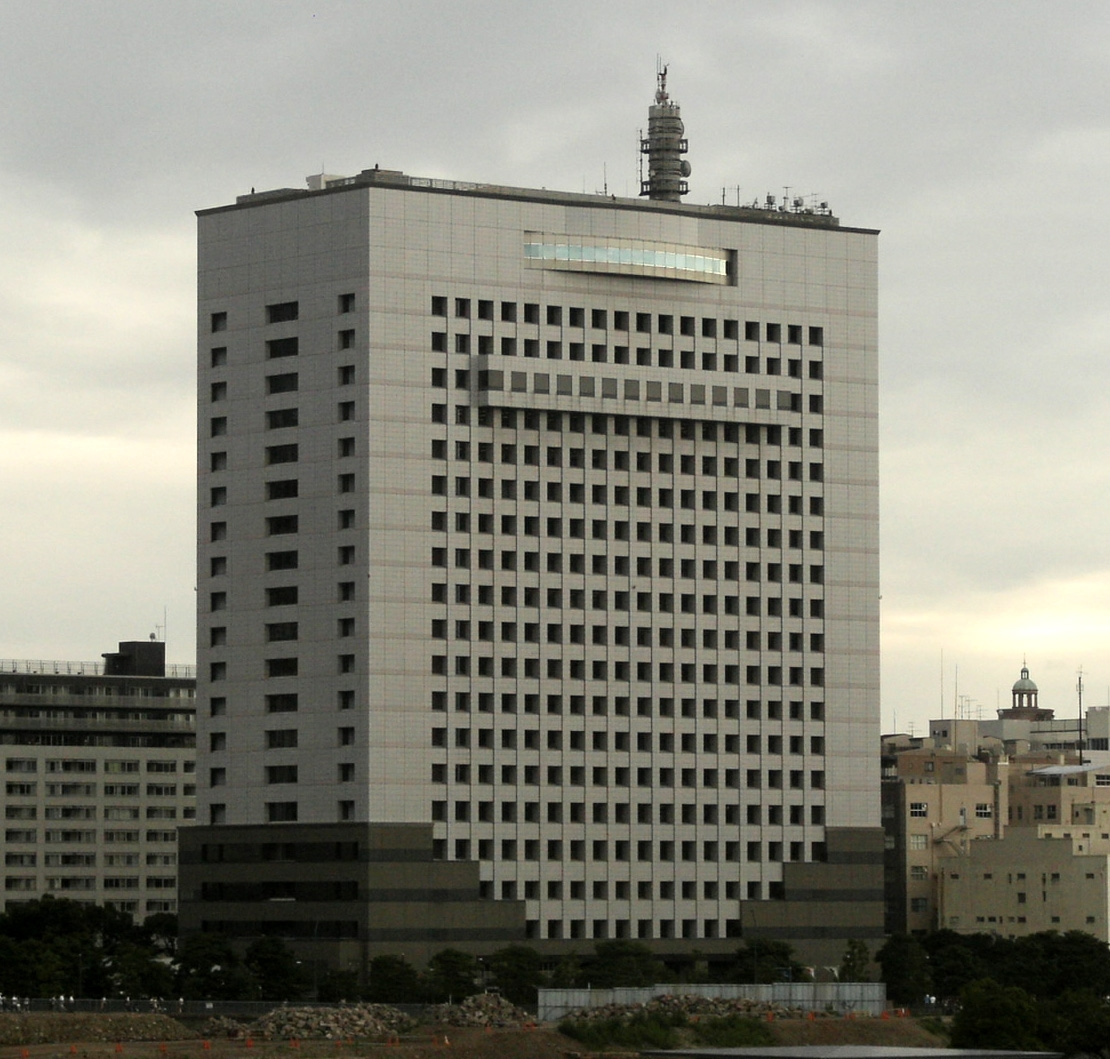
Das Hauptquartier der Präfekturpolizei von Kanagawa (Kanagawa-ken-keisatsu honbu) und der Sitz der Kommission für öffentliche Sicherheit

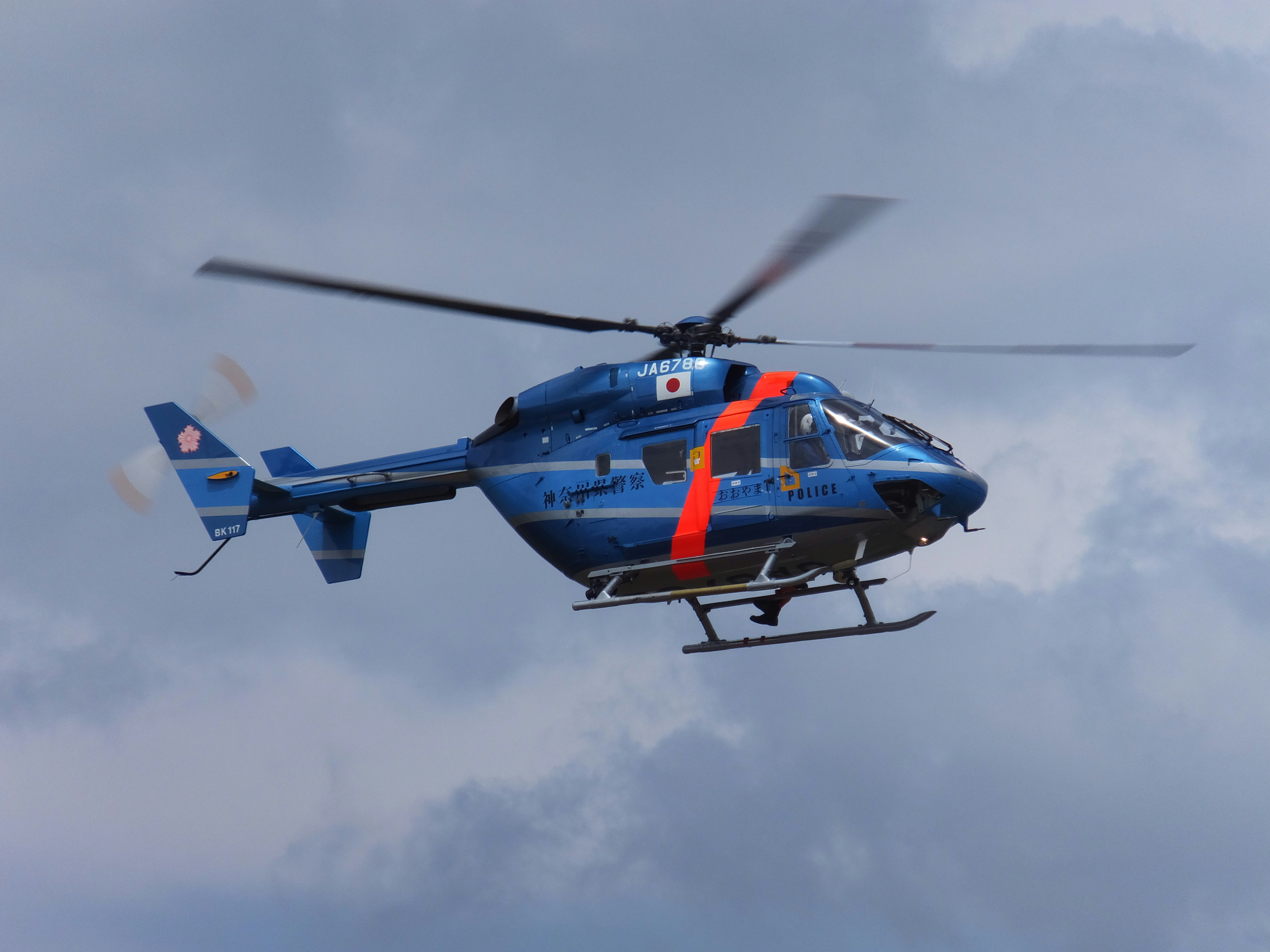
Der Hubschrauber Ōyama (Kawasaki BK 117 B-2), einer von vier Hubschraubern der Polizei von Kanagawa

Die Präfekturpolizei von Kanagawa (神奈川県警察, Kanagawa ken-keisatsu) ist mit über 15.000 Polizisten die drittgrößte Präfekturpolizei des Landes. Wie in allen Präfekturen untersteht sie der Präfekturkommission für öffentliche Sicherheit (ken kōan iinkai), die in Kanagawa (wie in allen Präfekturen mit designierten Großstädten oder Sonderbezirken) fünf Mitglieder für dreijährige Amtszeiten hat; drei werden vom Gouverneur mit Zustimmung des Präfekturparlaments ernannt, zwei auf Vorschlag der Bürgermeister und Parlamente der designierten Großstädte in Kanagawa. Präfekturweit gibt es 54 Polizeireviere. Zur nationalen Koordination und Ausstattung ist die Polizei von Kanagawa dem Polizeiregionalbüro Kantō (Kantō kanku keisatsu-kyoku) der nationalen Polizeibehörde zugeordnet.

Die Gliederung der Präfektur (-ken) Kanagawa
regierungsdesignierte Großstadt
sonstige kreisfreie Stadt (-shi)
Stadt (-machi/-chō)
Dorf (-mura)

## Verwaltungsgliederung
Bei der Einführung der preußisch geprägten Gemeindeordnungen 1889 wurde Kanagawa in 321 Gemeinden eingeteilt darunter als (erste und bis 1907) einzige kreisfreie Stadt Yokohama sowie weitere 27 kreisangehörige Städte – verteilt auf 15 Landkreise.

Die Zahl der Gemeinden sank in fast 100 Jahren von 200 (1920), über 117 (1950), 58 (1955) und 39 (1960) auf derzeit (seit November 2007) 33. Die aktuelle Gliederung weist 19 kreisfreie (-shi) und 13 kreisangehörige Städte (-machi) sowie ein Dorf (-mura) auf. Die Zahl der Landkreise (-gun) beträgt sechs, von denen zwei nur aus je einer Gemeinde bestehen.

Neun der kreisfreien Städte sind in Sonderformen für Großstädte organisiert:
- „Designierte Großstädte“ (Seirei shitei toshi) – der Sitz der Präfekturverwaltung Yokohama sowie die Städte Kawasaki und Sagamihara.
Die einzige Präfektur mit drei Städten dieser Sonderform.
- Kernstadt (Chūkakushi) – Yokosuka.
- „Ausnahmestädte“ (Tokureishi) – Chigasaki (2003), Atsugi (2002), Hiratsuka (2001), Odawara und Yamato (seit 2000).

In nachstehender Tabelle sind die Landkreise (郡, -gun) kursiv dargestellt, darunter jeweils die Städte (町, -machi) und das Dorf (村, -mura) innerhalb dieser. Am Anfang der Tabelle stehen die kreisfreien Städte (市, -shi). Im Gebietskörperschaftscode (1. Spalte) sind die ersten beiden Stellen die Präfektur (Kanagawa ist 14), die 3. Stelle die Art der Gebietskörperschaft: Präfektur/-ken 0, designierte Großstadt/[seirei]-shi und ihre [Verwaltungs-]Bezirke/[gyōsei]-ku 1, sonstige kreisfreie Stadt/-shi 2, [kreisangehörige/Land-]Stadt/-machi oder Dorf/-mura 3 bis 7. In den letzten beiden Stellen wurden -machi und -mura eines ehemaligen Landkreises als fortlaufende Gruppe zusammengestellt, die in der letzten Ziffer mit 1 beginnt; dabei sind aber durch Gemeindefusionen/Eingemeindungen in/Aufwertung zu kreisfreien Städten später vielerorts Lücken entstanden. Obwohl der Gebietskörperschaftscode in dieser Form erst Jahrzehnte nach der Abschaffung der Kreise/-gun als Verwaltungseinheit eingeführt wurde, wurden auch ihnen damit für geographische und statistische Zwecke nutzbare durch 10 teilbare, runde Schlüssel zugewiesen: die 0 vor den zugehörigen Gemeinden; diese Kreisschlüssel werden etwa beim staatlichen Vermessungsamt verwendet (Kokudo Chiriin; damals von der Behörde selbst noch als "Geographical Survey Institute", GSI, heute als "Geospatial Information Authority of Japan" ins Englische übersetzt, wörtlicher „geographische/-s (chiri) Institut/-ion (-in) [für das] Staatsgebiet/Land (kokudo)“).
| Code                                       | Name                                        | Name     | Fläche (in km²) | Bevölkerung       | Bevölkerung     | Bevölkerungs- dichte (Ew./km²) |
| Code                                       | lat.                                        | jap.     | 1. Januar 2023  | 1. September 2020 | 1. Oktober 2015 | Bevölkerungs- dichte (Ew./km²) |
| ------------------------------------------ | ------------------------------------------- | -------- | --------------- | ----------------- | --------------- | ------------------------------ |
| 14100                                      | Yokohama-shi (Stadt Yokohama)               | 横浜市   | 438,01          | 3.757.630         | 3.724.844       | 8512,76                        |
| 14130                                      | Kawasaki-shi                                | 川崎市   | 142,96          | 1.539.522         | 1.475.213       | 10315,45                       |
| 14150                                      | Sagamihara-shi                              | 相模原市 | 328,91          | 722.973           | 720.780         | 2191,42                        |
| 14201                                      | Yokosuka-shi                                | 横須賀市 | 100,81          | 390.275           | 406.586         | 4032,79                        |
| 14203                                      | Hiratsuka-shi                               | 平塚市   | 67,82           | 257.662           | 258.227         | 3807,53                        |
| 14204                                      | Kamakura-shi                                | 鎌倉市   | 39,66           | 172.929           | 173.019         | 4361,46                        |
| 14205                                      | Fujisawa-shi                                | 藤沢市   | 69,56           | 436.744           | 423.894         | 6093,93                        |
| 14206                                      | Odawara-shi                                 | 小田原市 | 113,60          | 189.038           | 194.086         | 1705,35                        |
| 14207                                      | Chigasaki-shi                               | 茅ヶ崎市 | 35,70           | 242.347           | 239.348         | 6704,43                        |
| 14208                                      | Zushi-shi                                   | 逗子市   | 17,28           | 56.996            | 57.425          | 3323,21                        |
| 14210                                      | Miura-shi                                   | 三浦市   | 32,05           | 41.807            | 45.289          | 1413,07                        |
| 14211                                      | Hadano-shi                                  | 秦野市   | 103,76          | 164.292           | 167.378         | 1613,13                        |
| 14212                                      | Atsugi-shi                                  | 厚木市   | 93,84           | 223.815           | 225.714         | 2405,31                        |
| 14213                                      | Yamato-shi                                  | 大和市   | 27,09           | 239.146           | 232.922         | 8598,08                        |
| 14214                                      | Isehara-shi                                 | 伊勢原市 | 55,56           | 102.088           | 101.514         | 1827,11                        |
| 14215                                      | Ebina-shi                                   | 海老名市 | 26,59           | 135.557           | 130.190         | 4896,20                        |
| 14216                                      | Zama-shi                                    | 座間市   | 17,57           | 130.753           | 128.737         | 7327,09                        |
| 14217                                      | Minami-Ashigara-shi (Stadt Süd-Ashigara)    | 南足柄市 | 77,12           | 41.259            | 43.306          | 561,54                         |
| 14218                                      | Ayase-shi                                   | 綾瀬市   | 22,14           | 84.257            | 84.460          | 3814,81                        |
| 14300                                      | Miura-gun (Kreis Miura)                     | 三浦郡   | 17,04           |                   | 32.096          | 1883,57                        |
| 14301                                      | Hayama-machi (Stadt Hayama)                 | 葉山町   | 17,04           | 31.546            | 32.096          | 1883,57                        |
| 14320                                      | Kōza-gun                                    | 高座郡   | 13,34           |                   | 47.936          | 3593,40                        |
| 14321                                      | Samukawa-machi                              | 寒川町   | 13,34           | 48.532            | 47.936          | 3593,40                        |
| 14340                                      | Naka-gun                                    | 中郡     | 26,25           |                   | 59.928          | 2282,97                        |
| 14341                                      | Ōiso-machi                                  | 大磯町   | 17,18           | 31.121            | 31.550          | 1836,44                        |
| 14342                                      | Ninomiya-machi                              | 二宮町   | 9,08            | 27.536            | 28.378          | 3125,33                        |
| 14360                                      | Ashigara-kami-gun (Oberer Kreis Ashigara)   | 足柄上郡 | 303,28          |                   | 65.620          | 216,37                         |
| 14361                                      | Nakai-machi                                 | 中井町   | 19,99           | 9272              | 9679            | 484,19                         |
| 14362                                      | Ōi-machi                                    | 大井町   | 14,38           | 17.062            | 17.033          | 1184,49                        |
| 14363                                      | Matsuda-machi                               | 松田町   | 37,75           | 10.682            | 11.171          | 295,92                         |
| 14364                                      | Yamakita-machi                              | 山北町   | 224,61          | 9530              | 10.724          | 47,74                          |
| 14366                                      | Kaisei-machi                                | 開成町   | 6,55            | 18.204            | 17.013          | 2597,40                        |
| 14380                                      | Ashigara-shimo-gun (Unterer Kreis Ashigara) | 足柄下郡 | 140,87          |                   | 44.145          | 313,37                         |
| 14382                                      | Hakone-machi                                | 箱根町   | 92,86           | 10.925            | 11.786          | 126,92                         |
| 14383                                      | Manazuru-machi                              | 真鶴町   | 7,05            | 6724              | 7333            | 1040,14                        |
| 14384                                      | Yugawara-machi                              | 湯河原町 | 40,97           | 23.480            | 25.026          | 610,84                         |
| 14400                                      | Aikō-gun                                    | 愛甲郡   | 105,52          |                   | 43.557          | 412,78                         |
| 14401                                      | Aikawa-machi                                | 愛川町   | 34,28           | 39.260            | 40.343          | 1176,87                        |
| 14402                                      | Kiyokawa-mura (Dorf Kiyokawa)               | 清川村   | 71,24           | 3045              | 3214            | 45,12                          |
| shibu (Anteil der -shi/kreisfreien Städte) | shibu (Anteil der -shi/kreisfreien Städte)  | 市部     | 1.810,02        |                   | 8.832.932       | 4880,45                        |
| gunbu (Anteil der -gun/Landkreise)         | gunbu (Anteil der -gun/Landkreise)          | 郡部     | 606,31          |                   | 293.282         | 483,72                         |
| 14000                                      | Kanagawa-ken (Präfektur Kanagawa)           | 神奈川県 | 2.416,32        | 9.216.009         | 9.126.214       | 3777,14                        |

- Es gibt Gebiete mit ungeklärtem Verlauf der Gemeindegrenzen.

## Größte Orte
| VZ-Jahr        | Einwohner | Einwohner | Einwohner | Einwohner |
| VZ-Jahr        | 2015      | 2010      | 2005      | 2000      |
| -------------- | --------- | --------- | --------- | --------- |
| Yokohama       | 3.724.844 | 3.688.773 | 3.579.628 | 3.426.651 |
| Kawasaki       | 1.475.213 | 1.425.512 | 1.327.011 | 1.249.905 |
| Sagamihara     | 720.780   | 717.544   | 628.698   | 605.561   |
| Fujisawa       | 423.894   | 409.657   | 396.014   | 379.185   |
| Yokosuka       | 406.586   | 418.325   | 426.178   | 428.645   |
| Hiratsuka      | 258.227   | 260.780   | 258.958   | 254.633   |
| Chigasaki      | 239.348   | 235.081   | 228.420   | 220.809   |
| Yamato         | 232.922   | 228.186   | 221.220   | 212.761   |
| Atsugi         | 225.714   | 224.420   | 222.403   | 217.369   |
| Odawara        | 194.086   | 198.327   | 198.741   | 200.173   |
| Kamakura       | 173.019   | 174.314   | 171.158   | 167.583   |
| Hadano         | 167.378   | 170.145   | 168.317   | 168.142   |
| Ebina          | 130.190   | 127.707   | 123.764   | 117.519   |
| Zama           | 128.737   | 129.436   | 128.174   | 125.694   |
| Isehara        | 101.514   | 101.039   | 100.579   | 99.544    |
| Ayase          | 84.460    | 83.167    | 81.767    | 81.019    |
| Zushi          | 57.425    | 58.302    | 58.033    | 57.281    |
| Miura          | 45.289    | 48.352    | 49.861    | 52.253    |
| Minamiashigara | 43.306    | 44.020    | 44.134    | 44.156    |

- Im benannten Zeitraum (2000–2015) gab es lediglich zwei Grenzänderungen bei den Städten: Die Eingliederung von zwei Gemeinden in die Stadt Sagamihara (März 2006 und März 2007).
- Die Zahl der Städte ist seit November 1978 unverändert: Erhebung von Ayase zur Stadt.

## Partnerschaften
Kanagawa unterhält internationale Partnerschaften mit folgenden Regionen:
- dem Staat Maryland in den USA,
- der Provinz Liaoning in der Volksrepublik China,
- dem Land Baden-Württemberg in Deutschland,
- der Provinz Gyeonggi in der Republik Korea,
- dem Gebiet Odessa in der Ukraine,
- dem Staat Penang in Malaysia,
- der Provinz Västra Götaland in Schweden und
- der Stadt Gold Coast in Queensland, Australien – diese Partnerschaft wurde gemeinschaftlich mit 13 Gemeinden Kanagawas an der Sagami-Bucht geschlossen und ist somit im Kern eine Regionalpartnerschaft zwischen der Sagamiküste und der Goldküste.

Daneben unterhalten die einzelnen Gemeinden in Kanagawa zahlreiche internationale Städtepartnerschaften.

## Wirtschaft
Nach Angaben des Kabinettsamts betrug das Bruttoinlandsprodukt von Kanagawa im Fiskaljahr 2019 35,2 Billionen Yen.
Der gesetzliche Mindestlohn in Kanagawa beträgt von Oktober 2018 bis 2019 983 Yen und ist damit nach Tokio (¥ 985) der zweithöchste landesweit.
Die Konzentration der IT- und Elektronikindustrie in der Präfektur Kanagawa ist eine der höchsten in Japan. Viele weltbekannte Unternehmen, darunter Fujitsu, Canon, Toshiba, Sony und Ricoh, sind hier angesiedelt. In vielen Gebieten gibt es eine hohe Dichte an hochentwickelten Unternehmen und Forschungsinstituten, die in öffentlich-privater Zusammenarbeit betrieben werden, wie z. B. der "Kawasaki Science Park" und der "Yokosuka Research Park", die ein Umfeld für die Förderung von Innovationen in der Branche bieten.

## Demographie

Entwicklung der Einwohnerzahl der Gemeinden in Kanagawa zwischen den Volkszählungen 2005 und 2010
Zunahme
>10,0 %
7,5–10,0 %
5,0–7,5 %
2,5–5,0 %
0,0–2,5 %
Abnahme
0,0–2,5 %
2,5–5,0 %
5,0–7,5 %
7,5–10,0 %
>10,0 %

Kanagawa verzeichnet als stark urbanisierte und wirtschaftlich entwickelte Präfektur in einer Metropolregion auch im begonnenen landesweiten demographischen Wandel derzeit noch etwas Bevölkerungswachstum. Nach der Volkszählung 2015 hatte Kanagawa 9.126.214 Einwohner in 3.979.278 Haushalten, ein Bevölkerungsanstieg um 0,9 % gegenüber der Volkszählung 2010. Besonders in einigen ländlicheren Gebieten im Westen schrumpft die Bevölkerung bereits deutlich, so sank zum Beispiel die Einwohnerzahl der Stadt Yamakita zwischen den Volkszählungen 1995 und 2015 von über 14.000 auf unter 11.000, die der Stadt Hakone von über 18.000 auf unter 12.000.
Zum 1. Januar 2018 gab es 198.504 in Kanagawa gemeldete Ausländer, davon rund 65.000 aus der Volksrepublik China, 27.500 aus Südkorea, 21.000 von den Philippinen und rund 16.000 aus Vietnam. Deutlich gestiegen ist zuletzt die Zahl der Einwohner aus Nepal, Vietnam und Sri Lanka.

## Bevölkerungsentwicklung der Präfektur
| Census- Jahr | Gesamt- Bevölkerung | männliche Bevölkerung | weibliche Bevölkerung | Geschlechter- verhältnis Männer auf 1000 Frauen | Fläche in km² | Bevölkerungs- dichte Einw. je km2 |
| ------------ | ------------------- | --------------------- | --------------------- | ----------------------------------------------- | ------------- | --------------------------------- |
| 1920         | 1.323.390           | 689.751               | 633.639               | 1089                                            | 2351,63       | 562,8                             |
| 1925         | 1.416.792           | 739.699               | 677.093               | 1093                                            | 2351,63       | 602,5                             |
| 1930         | 1.619.606           | 839.309               | 780.297               | 1076                                            | 2353,48       | 688,2                             |
| 1935         | 1.840.005           | 951.348               | 888.657               | 1071                                            | 2352,81       | 782,1                             |
| 1940         | 2.188.974           | 1.137.936             | 1.051.038             | 1083                                            | 2352,81       | 930,4                             |
| 1945         | 1.865.667           | 922.522               | 943.145               | 978                                             | 2352,81       | 793,0                             |
| 1950         | 2.487.665           | 1.247.934             | 1.239.731             | 1007                                            | 2361,13       | 1053,6                            |
| 1955         | 2.919.497           | 1.470.415             | 1.449.082             | 1015                                            | 2361,37       | 1236,4                            |
| 1960         | 3.443.176           | 1.746.926             | 1.696.250             | 1030                                            | 2361,37       | 1458,1                            |
| 1965         | 4.430.743           | 2.280.926             | 2.149.817             | 1061                                            | 2374,62       | 1865,9                            |
| 1970         | 5.472.247           | 2.822.212             | 2.650.035             | 1065                                            | 2384,72       | 2294,7                            |
| 1975         | 6.397.748           | 3.287.118             | 3.110.630             | 1057                                            | 2390,80       | 2676,0                            |
| 1980         | 6.924.348           | 3.536.021             | 3.388.327             | 1044                                            | 2397,10       | 2888,6                            |
| 1985         | 7.431.974           | 3.804.081             | 3.627.893             | 1049                                            | 2402,07       | 3094,0                            |
| 1990         | 7.980.391           | 4.098.147             | 3.882.244             | 1056                                            | 2412,11       | 3308,5                            |
| 1995         | 8.245.900           | 4.209.525             | 4.036.375             | 1043                                            | 2413,58       | 3416,5                            |
| 2000         | 8.489.974           | 4.308.786             | 4.181.188             | 1031                                            | 2415,41       | 3514,9                            |
| 2005         | 8.791.597           | 4.444.555             | 4.347.042             | 1022                                            | 2415,84       | 3639,2                            |
| 2010         | 9.048.331           | 4.544.545             | 4.503.786             | 1009                                            | 2415,86       | 3745,4                            |
| 2015         | 9.126.214           | 4.558.978             | 4.567.236             | 998                                             | 2415,83       | 3777,7                            |

## Tourismus

### Yokohama
In Yokohama befindet sich das bis 2010 höchste Gebäude Japans, der 296 m hohe Yokohama Landmark Tower. Durch die größte Chinatown Japans sowie weiterer Ausländer, die in Yokohama leben, verfügt die Stadt über ein multikulturelles Flair.

### Kamakura
Die ehemalige Hauptstadt Kamakura verfügt über eine Anzahl buddhistischer Tempel und Shintō-Schreinen. Bekannt ist die 13,35 m hohe bronzene Statue des Amida-Buddha, die seit einem Tsunami im 15. Jahrhundert, der den umgebenden Tempel zerstörte, im Freien steht.

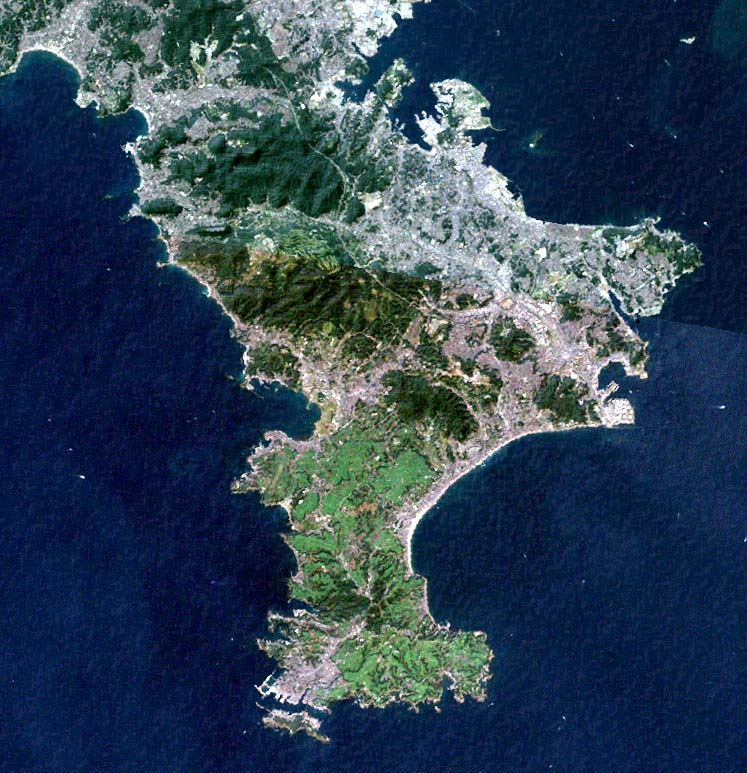
SRTM-Aufnahme der Miura-Halbinsel
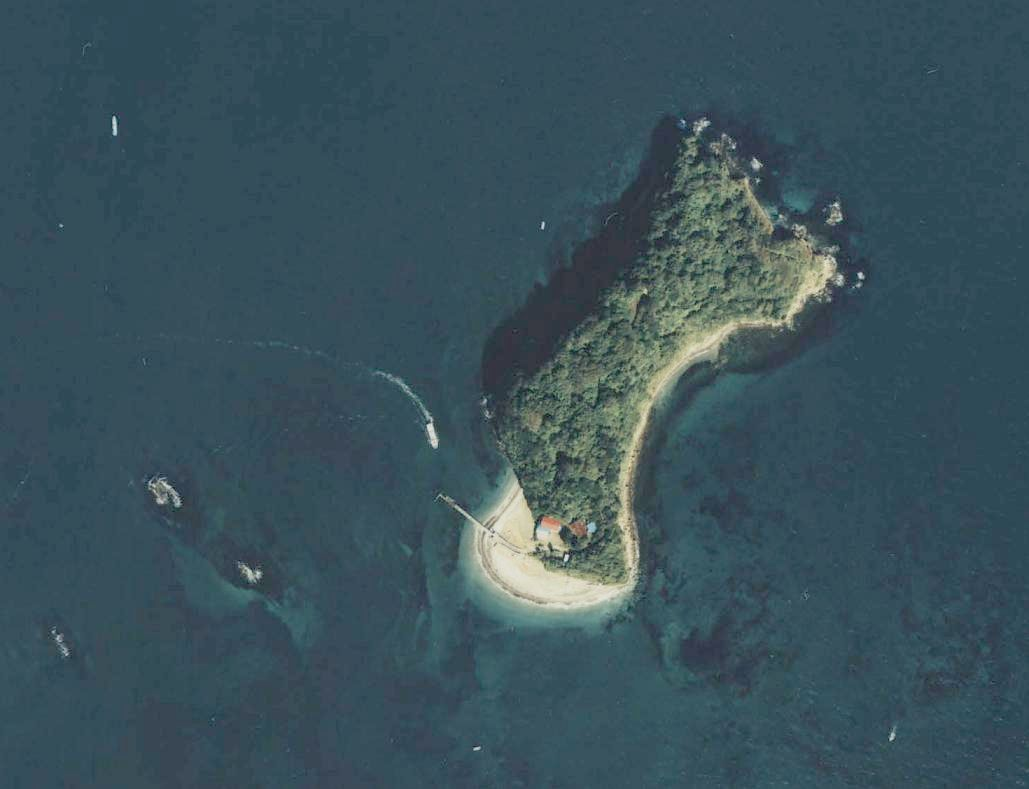
Sarushima
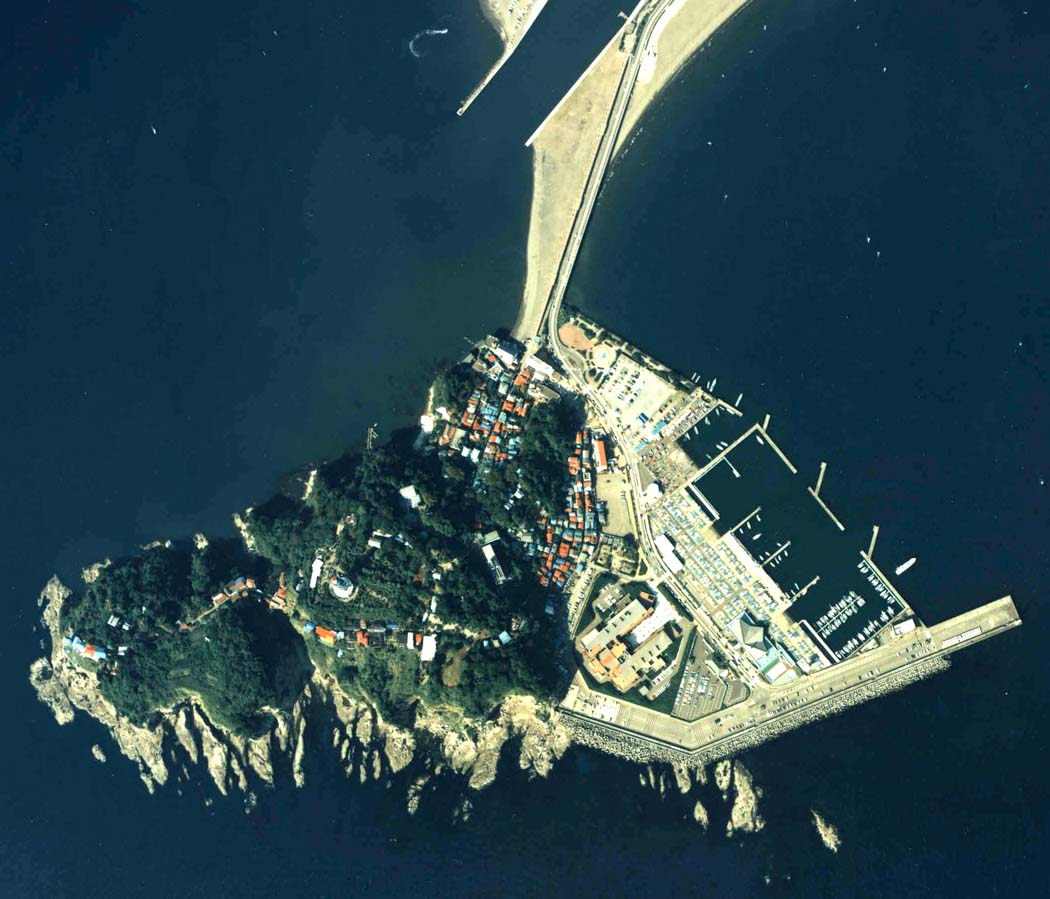
Enoshima
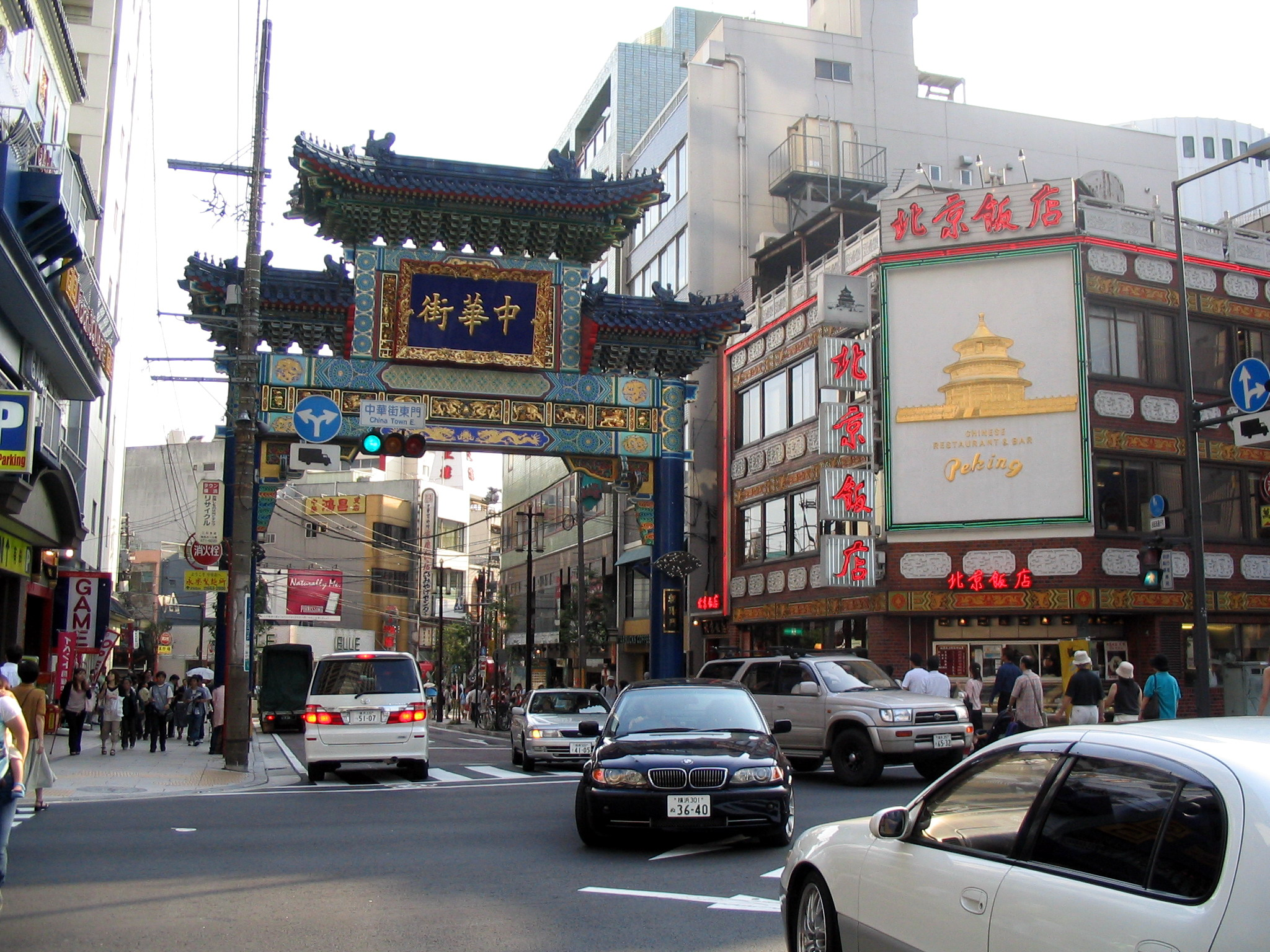
Chinatown von Yokohama